# Ранкін-Інлет
Ранкін-Інлет  (інуктитут Kangiqliniq ᑲᖏᕿᓂᖅ , англ. Rankin Inlet) — село у Канаді, столиця регіону Ківаллік території Нунавут. Населення становить 2 358 людей (на 2006 рік).
Ескімоська назва Kangiqliniq перекладається як “глибока затока” 
У селі є аеропорт.

## Клімат
Село знаходиться у зоні, котра характеризується кліматом полярних пустель. Найтепліший місяць — липень із середньою температурою 10.5 °C (50.9 °F). Найхолодніший місяць — січень, із середньою температурою -30.8 °С (-23.5 °F).
| Клімат Ранкін-Інлета    | Клімат Ранкін-Інлета | Клімат Ранкін-Інлета | Клімат Ранкін-Інлета | Клімат Ранкін-Інлета | Клімат Ранкін-Інлета | Клімат Ранкін-Інлета | Клімат Ранкін-Інлета | Клімат Ранкін-Інлета | Клімат Ранкін-Інлета | Клімат Ранкін-Інлета | Клімат Ранкін-Інлета | Клімат Ранкін-Інлета | Клімат Ранкін-Інлета |
| Показник                | Січ.                 | Лют.                 | Бер.                 | Квіт.                | Трав.                | Черв.                | Лип.                 | Серп.                | Вер.                 | Жовт.                | Лист.                | Груд.                | Рік                  |
| Абсолютний максимум, °C | −2,5                 | −4,4                 | 1,3                  | 3,4                  | 14,1                 | 26,1                 | 28,9                 | 30,5                 | 20,6                 | 11,8                 | 1,5                  | 0,9                  | 30,5                 |
| Середній максимум, °C   | −27,3                | −26,1                | −20,6                | −11,1                | −2,4                 | 7,9                  | 14,9                 | 13,1                 | 6,3                  | −1,9                 | −13                  | −21,9                | −6,9                 |
| Середня температура, °C | −30,8                | −29,9                | −25                  | −15,6                | −5,8                 | 4,2                  | 10,5                 | 9,7                  | 3,8                  | −4,6                 | −17                  | −25,7                | −10,5                |
| Середній мінімум, °C    | −34,4                | −33,6                | −29,2                | −20,1                | −9                   | 0,5                  | 6,1                  | 6,2                  | 1,3                  | −7,3                 | −20,9                | −29,4                | −14,2                |
| Абсолютний мінімум, °C  | −46,1                | −49,8                | −43,4                | −35,7                | −23,8                | −9,4                 | −1,9                 | −1,4                 | −9                   | −27,4                | −36,5                | −43,6                | −49,8                |
| Норма опадів, мм        | 8.7                  | 8.2                  | 12.3                 | 19.9                 | 19.5                 | 26.6                 | 42                   | 57.4                 | 42.9                 | 38                   | 21.7                 | 12.8                 | 310.1                |
| Днів з опадами          | 6,8                  | 7,1                  | 9                    | 8,4                  | 8,8                  | 7,4                  | 10,2                 | 13,2                 | 12,8                 | 14,3                 | 11,9                 | 9,5                  | 119,1                |
| Днів з дощем            | 0                    | 0                    | 0                    | 0,7                  | 2,3                  | 6,3                  | 10,4                 | 13,2                 | 10,5                 | 4,2                  | 0,4                  | 0,1                  | 48,4                 |
| Днів зі снігом          | 6,9                  | 7,2                  | 9,1                  | 8                    | 7,1                  | 1,9                  | 0                    | 0,2                  | 3,9                  | 12,1                 | 12                   | 9,5                  | 77,8                 |
| ----------------------- | -------------------- | -------------------- | -------------------- | -------------------- | -------------------- | -------------------- | -------------------- | -------------------- | -------------------- | -------------------- | -------------------- | -------------------- | -------------------- |
| Джерело: Weatherbase    |                      |                      |                      |                      |                      |                      |                      |                      |                      |                      |                      |                      |                      |

## Історія

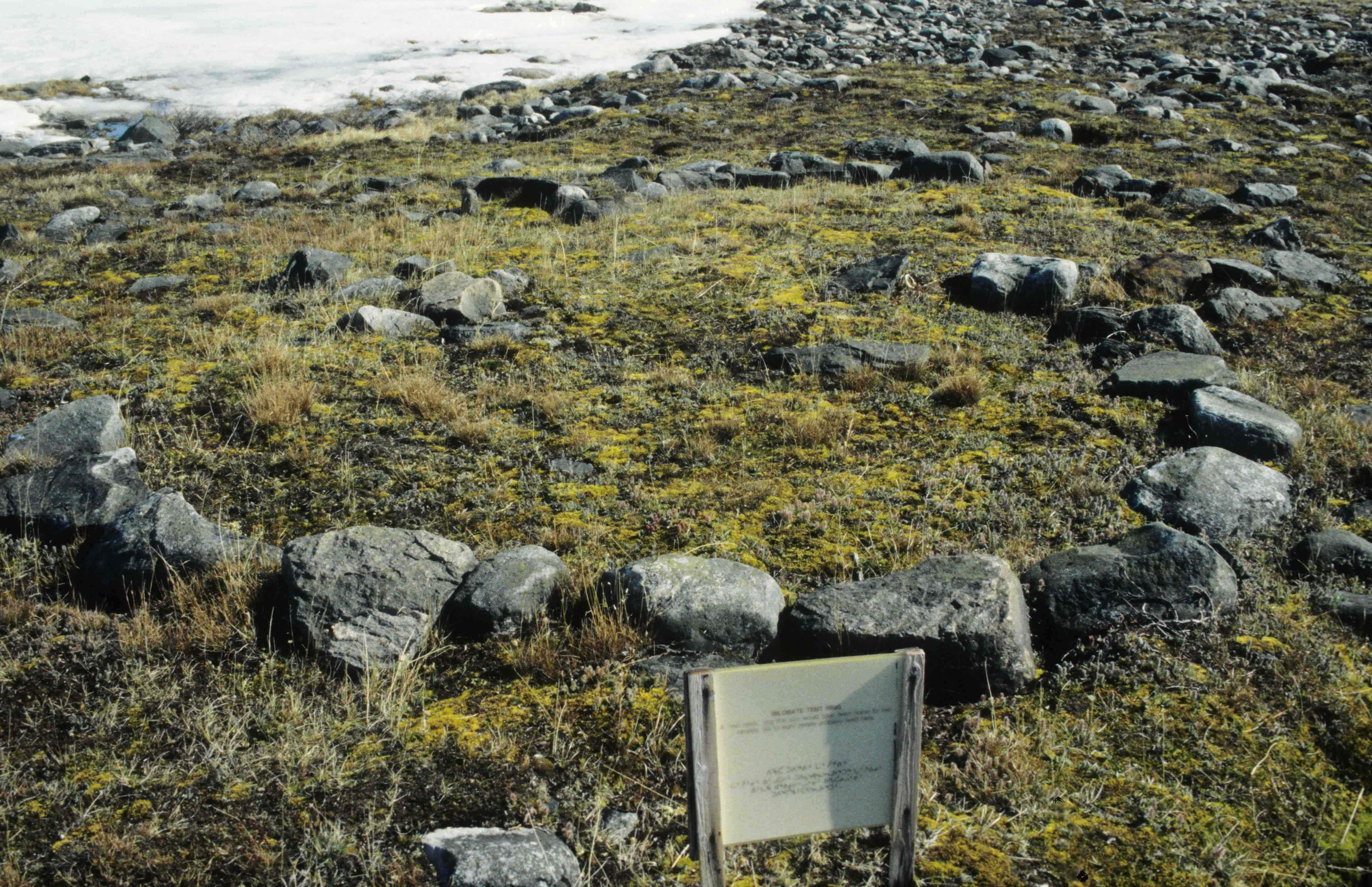
Залишки на території поселення представників культури туле біля села Ранкін-Інлет.

За археологічними даними поселення людини у околицях села Ранкін-Інлет з’явилися 1200 року н. е. Це були поселення представників культури туле, що займалися виловом гренландського кита. Приблизно наприкінці XVIII століття вони були приєднані до ескімосів (інуітів), головним заняттям яких було полювання на тундрового карібу й вилов арктичної палії вздовж узбережжя.
У XVII столітті цими територіями заволоділа Компанія Гудзонової затоки. 1721 року біля острова Мабл, що знаходиться за 35 км від сучасного Ранкін-Інлет при вході у бухту експедиція директора Гудзонової затоки Джеймса Найта на двох кораблях потрапила на мілину і була вимушена залишитися на острові. На острові вся експедиція загинула від хвороб і голоду, хоча лише за 35 км від них на місці теперішнього села була факторія компанії. Лише 1769 року англійський капітан Семюель Герн знайшов табір капітана Найта на острові Мабл.
В середині XIX століття до берегів біля теперішнього села часто заходили американські й європейські китобійні кораблі.
Протягом багатьох років поселення було населене лише європейськими колоністами, місцеві ескімоси-мисливці заходили сюди, але не селилися тут. лише з 1950-х років у селі почали осідати ескімоси, після того як в околицях було збудовано шахту для видобутку нікелю й на ню наймали масово ескімосів. 1962 року з закриттям шахти уряд збирався ліквідувати село, однак після переговорів з місцевими ескімосами було прийнято рішення залишити тут поселення. Тоді у селі проживало 500 ескімосів, 70 - 80 % з них були шахтарями.